# James Moynagh
James Moynagh (Loughduff, 25 aprile 1903 – Kiltegan, 11 giugno 1985) è stato un vescovo cattolico e missionario irlandese.
Missionario della Società di San Patrizio in Nigeria, è stato il primo vescovo di Calabar e il fondatore della Ancelle del Santo Bambino Gesù.

## Biografia
Fu ordinato prete nel collegio di Maynooth nel 1930 e in seguito entrò nella Società di San Patrizio per le missioni estere: fu inviato in missione in Nigeria e nel 1934 fu nominato prefetto apostolico di Calabar.
Istituì le Ancelle del Santo Bambino Gesù.
Nel 1957 la prefettura apostolica di Calabar fu elevata a vicariato apostolico e Moynagh fu nominato vicario apostolico con il titolo vescovile di Lambesi in partibus. Quando, nel 1950, in Nigeria fu stabilita la gerarchia ecclesiastica, Moynagh fu trasferito dalla sede titolare di Lambesi a quella residenziale di Calabar.
Si dimise nel 1970 e si ritirò in patria. Si spense nel seminario di Kiltegan.

## Genealogia episcopale e successione apostolica
La genealogia episcopale è:
- Cardinale Scipione Rebiba
- Cardinale Giulio Antonio Santori
- Cardinale Girolamo Bernerio, O.P.
- Arcivescovo Galeazzo Sanvitale
- Cardinale Ludovico Ludovisi
- Cardinale Luigi Caetani
- Cardinale Ulderico Carpegna
- Cardinale Paluzzo Paluzzi Altieri degli Albertoni
- Papa Benedetto XIII
- Papa Benedetto XIV
- Papa Clemente XIII
- Cardinale Giovanni Carlo Boschi
- Cardinale Bartolomeo Pacca
- Papa Gregorio XVI
- Cardinale Castruccio Castracane degli Antelminelli
- Cardinale Paul Cullen
- Arcivescovo Joseph Dixon
- Arcivescovo Daniel McGettigan
- Cardinale Michael Logue
- Cardinale Joseph MacRory
- Cardinale John Francis D'Alton
- Vescovo James Moynagh

La successione apostolica è:
- Cardinale Dominic Ignatius Ekandem (1954)